# Cerro Tenán
El Cerro Tenán se encuentra ubicado en las cercanías de la aldea de Ojos de Agua, jurisdicción del Municipio de Cucuyagua, departamento de Copán, en la geografía de Honduras. 
El cerro "Tenán" tiene una altitud de: 1,137 metros o 3,728 pies sobre el nivel del mar.